# Robinson Deep Mine

La Robinson Deep Mine est une mine plus que centenaire, située près de Johannesbourg (dans la province de Gauteng en Afrique du Sud), qui a innové dans l'exploration minière en grande profondeur.

## Histoire

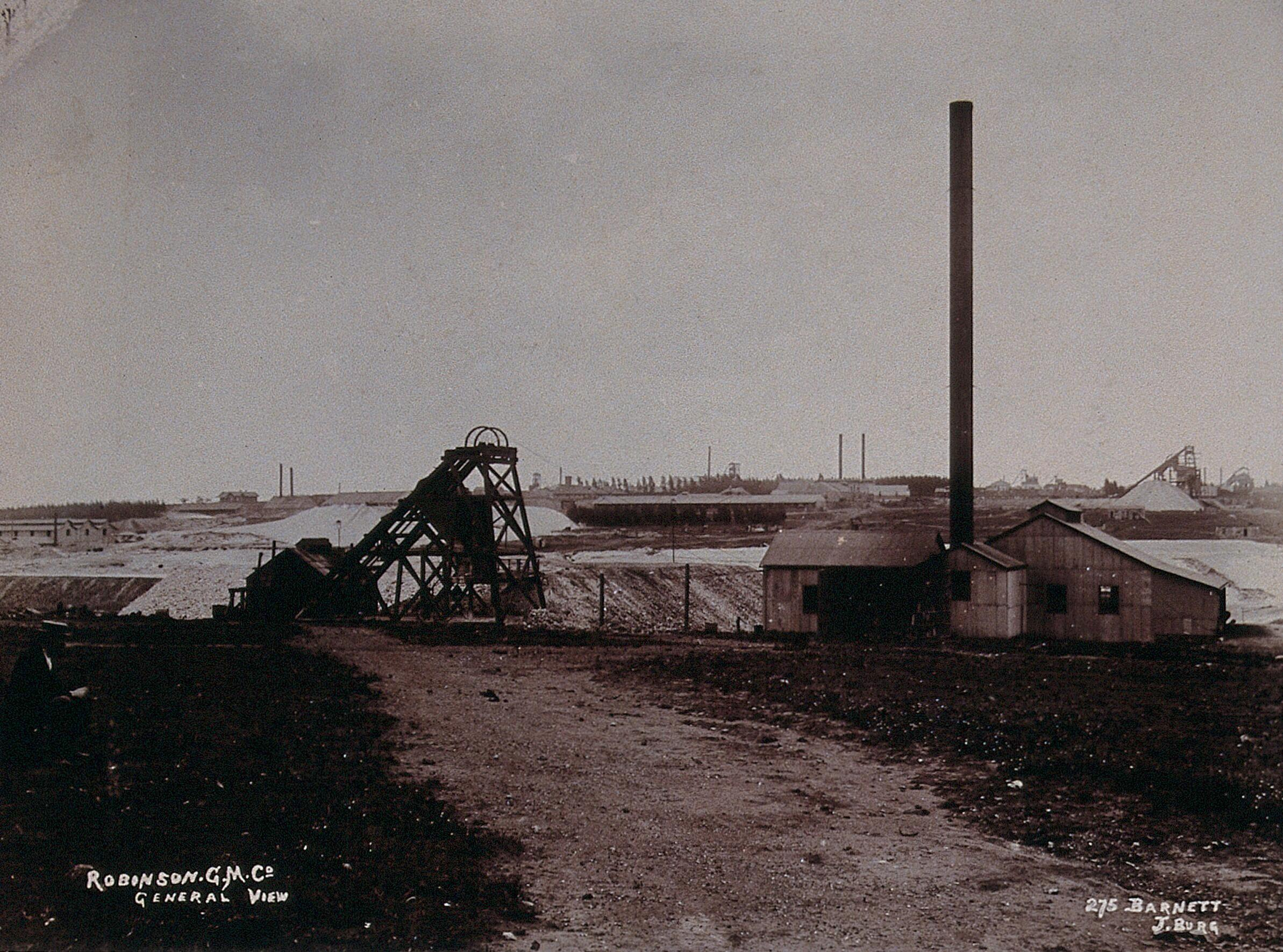
La mine en 1896.

La Robinson Deep Mine porte le nom de l'industriel Sir Joseph Robinson qui avait investi dès 1886 dans les mines de Randfontein, au tout début de la découverte de l'or en Afrique du Sud.
La Robinson Deep Mine a été rapidement, à partir de 1894, une filiale de la Consolidated Gold Fields, société d'investissement fondée aux tout début de la découverte de l'or, en 1887 par l'industriel anglais Cecil Rhodes. Pour cela, Gold Fields créé la coentreprise "Gold Fields Deep", partagée avec la société Wernher, Beit & Co, conseillée par Hamilton Smith (géologue), auteur d'un rapport remarqué, pour le compte des Rothschild, en décembre 1892. La Robinson Deep Mine est son principal actif. La société possède les sept-huitièmes des premières mines d'or en grande profondeur, toutes situées au centre du gisement.
Avec la Robinson Deep Mine, Cecil Rhodes joue la carte de l'exploration minière en grande profondeur. Détaché de la gestion des mines d'or, plus intéressé par le diamant, il fait surtout confiance aux conseils de l'ingénieur californien John Hays Hammond, diplômé de l'école des mines de Freiberg, recruté en 1893 par Barney Barnato. Cecil Rhodes lui offre un salaire de 12 000 sterling par an et suit ses conseils de se reconvertir dans l'exploration minière en grande profondeur en 1894 et 1895. Il s'appuie surtout sur l'autre associé de la coentreprise "Gold Fields Deep", la société Wernher, Beit & Co, conseillée par Hamilton Smith (géologue), qui a l'expérience de l'hydrologie en Californie.
Car les promoteurs du projet doivent franchir un obstacle majeur : le manque de réserves d'eau pour creuser et exploiter la mine. Les rivières sont éloignées. Il faut alors construire un barrage, selon les réflexions faites sur le terrain par Alfred Beit, mais l'ingénieur américain qui connait la technologie est reparti aux États-Unis. C'est son cousin, William Hammond Hall, connu pour les travaux d'irrigation en Californie, qui vient faire le travail à sa place, avec succès, entre février et octobre 1897. Il rachète les terres des fermiers, les droits sur les rivières à détourner et fait construire le barrage de Vierfontein, selon la méthode expérimentée en Californie, puis se fait embaucher pour des travaux d'irrigations dans la Colonie du Cap. Le projet existait sous la forme d'un "Vierfontein Syndicate", coté en Bourse depuis mars 1893, avec un capital de 35 000 sterling, et la participation de la "Compagnie Française de Mines d'Or et d'Exploration" à qui succédera en 1895, la Compagnie française des mines d'or de l'Afrique du Sud.
La percée du puits rencontre le filon d'or à une profondeur de plus de 550 mètres, quasiment exactement ce qu'avaient prévu les calculs de l'ingénieur John Hays Hammond, ce qui vaut à ce dernier une réputation de « prophète de l'industrie minière », d'autant que la mine produit ensuite pendant trois décennies pour 160 millions de dollars d'or.
En 1904, un accident cause la mort de 40 mineurs. La Robinson Deep Mine bat des records mondiaux de profondeur dès 1906 à 800 mètres sous terre. Les puits sont inclinés, alimentés par de l'électricité, et irrigués.